# Performance poètica
La performance és, segons Paul Zumthor, l'acció complexa amb la qual un missatge poètic és simultàniament transmès i percebut, en un lloc i un moment determinat. Cal tenir present que, quan hom analitza un text literari medieval, convé tenir en compte tot el context a l'hora de capir-ne el missatge i la importància. Així, no basta amb estudiar detingudament els textos escrits que han romàs, sinó que cal conèixer qui els va concebre, com s'inspiraren, com es recitaren, amb quin propòsit… L'anàlisi de la performance implica tenir en compte l'intèrpret de la poesia, el seu públic i les circumstàncies (la tradició literària, la veu, els gestos...). La transmissió oral 
afecta el text poètic, en pot canviar la identitat i el missatge.
Segons Zumthor, la performance és l'única manera de percebre autènticament les narracions medievals: "només amb el so, la presència física, la interpretació de la veu i la mínima, es pot entendre allò que fou escrit una volta." La veu i la interpretació són part fonamental de com les audiències de l'Edat Mitjana percebien aquells textos, i segons Zumthor constitueixen una baula perduda que els estudis acadèmics tradicionals havien omès.
Considerar la performance implica que hom no pot parlar d'un text autèntic, atès que cada interpretació és única, i es troba en un pla d'igualtat respecte a les altres.
Zumthor identifica diferents fases en la vida d'un poema:
1. Producció
2. Transmissió
3. Recepció
4. Conservació
5. Repetició

Així doncs, la transcripció i edició de textos orals suposa la fase 4 del procés, però les fases 2 i 3 poden quedar negligides atès que, d'una banda, el context de l'emissor i el receptor són irrepetibles; i de l'altra, transcriure un text implicaria reportar signes auditius, fònics, rítmics, gestuals... (la performance, en definitiva) que sovint no es recullen per escrit.
Les diferents performances es denominen variants, i poden classificar-se en dos grans grups:
- Variants produïdes a conseqüència de la realització del text d'una mateixa performance per diferents intèrprets
- Variants produïdes per un mateix intèrpret en dues o més actualitzacions d'una performance. Des d'un punt de vista pragmàtic, dins d'aquest segon tipus de variants cal destacar aquelles que l'intèrpret produeix conscientment amb la intenció d'adequar la performance a un auditori determinat.